# Brax (Haute-Garonne)
Ne doit pas être confondu avec Bax.
Pour les articles homonymes, voir Brax.
Brax (prononcer [bʁaks] ; en occitan Brats) est une commune française située dans le nord du département de la Haute-Garonne, en région Occitanie. Sur le plan historique et culturel, la commune est exposée à un climat océanique altéré, elle est drainée par le Courbet et par divers autres petits cours d'eau.
La commune possède un patrimoine naturel remarquable composé de deux zones naturelles d'intérêt écologique, faunistique et floristique. Une partie de la forêt de Bouconne est située sur le territoire de la commune.
Brax est une commune urbaine qui compte 2 938 habitants en 2022, après avoir connu une forte hausse de la population depuis 1975. Elle appartient à l'unité urbaine de Toulouse et fait partie de l'aire d'attraction de Toulouse. Ses habitants sont appelés les Braxéens ou Braxéennes.
Le patrimoine architectural de la commune comprend un immeuble protégé au titre des monuments historiques : le château, inscrit en 1946.

## Géographie

### Localisation
La commune de Brax se trouve dans le département de la Haute-Garonne, en région Occitanie.
Sur le plan historique et culturel, Brax fait partie du pays toulousain, une ceinture de plaines fertiles entrecoupées de bosquets d'arbres, aux molles collines semées de fermes en briques roses, inéluctablement grignotée par l'urbanisme des banlieues.
Elle se situe à 16 km à vol d'oiseau de Toulouse, préfecture du département. La commune fait en outre partie du bassin de vie de Toulouse.
Les communes les plus proches sont : 
Léguevin (1,7 km), Pibrac (3,7 km), La Salvetat-Saint-Gilles (4,9 km), Lasserre-Pradère (6,3 km), Lévignac (6,8 km), Mérenvielle (6,8 km), Plaisance-du-Touch (7,1 km).
Brax est limitrophe de trois autres communes.
|                  |          | Pibrac |
| Lasserre-Pradère | Brax     |        |
|                  | Léguevin |        |

### Hydrographie

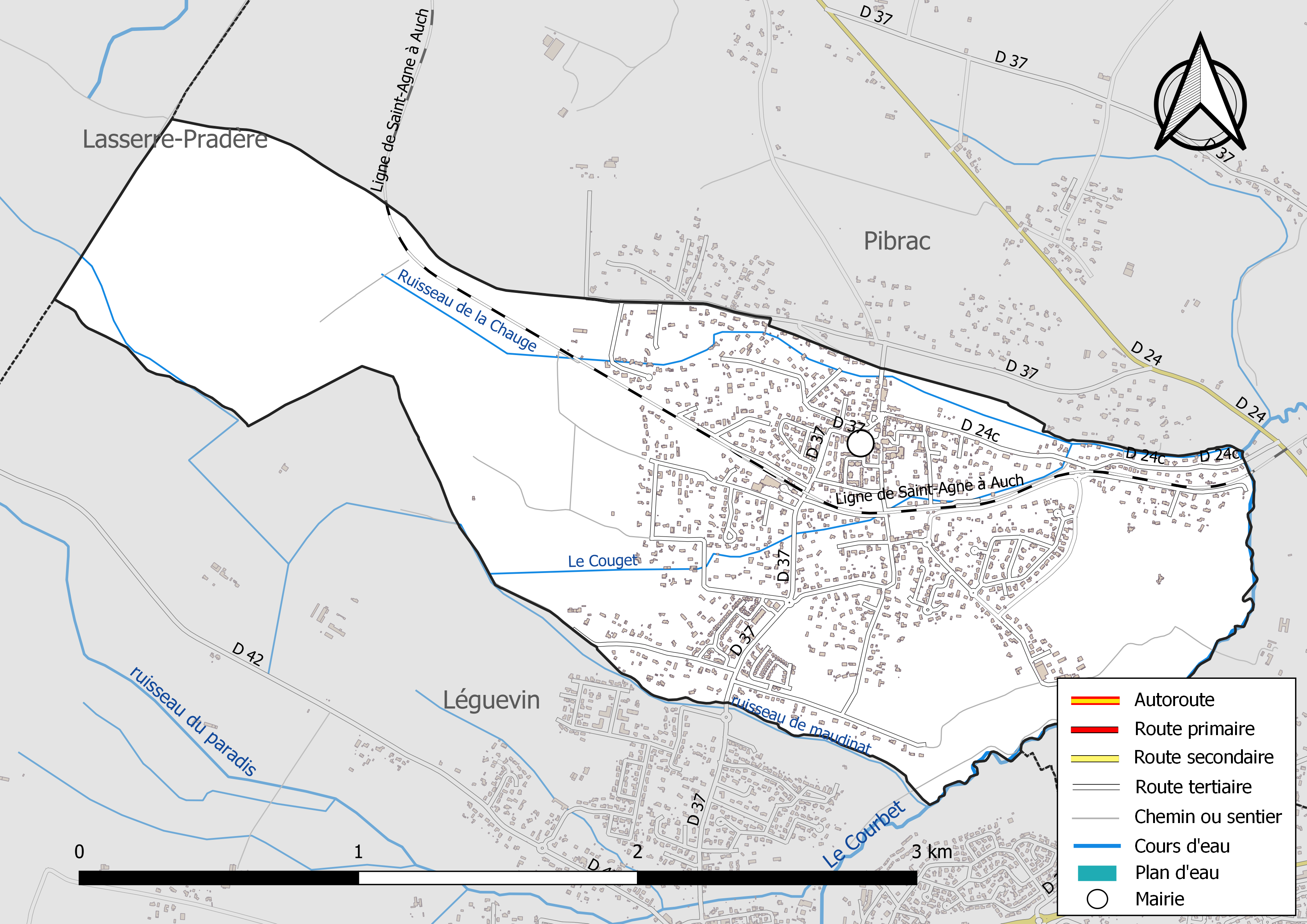
Réseaux hydrographique et routier de Brax.

La commune est dans le bassin de la Garonne, au sein du bassin hydrographique Adour-Garonne. Elle est drainée par le Courbet, le Couget, le ruisseau de la Chauge, le ruisseau de Maudinat et par un petit cours d'eau, constituant un réseau hydrographique de 7 km de longueur totale,.
Le Courbet, d'une longueur totale de 10,1 km, prend sa source dans la commune de Léguevin et s'écoule du sud-ouest vers le nord-est. Il traverse la commune et se jette dans l'Aussonnelle à Colomiers, après avoir traversé 4 communes.

### Climat
Pour des articles plus généraux, voir Climat de l'Occitanie et Climat de la Haute-Garonne.
En 2010, le climat de la commune est de type climat du Bassin du Sud-Ouest, selon une étude s'appuyant sur une série de données couvrant la période 1971-2000. En 2020, Météo-France publie une typologie des climats de la France métropolitaine dans laquelle la commune est exposée à un climat océanique altéré et est dans la région climatique Aquitaine, Gascogne, caractérisée par une pluviométrie abondante au printemps, modérée en automne, un faible ensoleillement au printemps, un été chaud (19,5 °C), des vents faibles, des brouillards fréquents en automne et en hiver et des orages fréquents en été (15 à 20 jours).
Pour la période 1971-2000, la température annuelle moyenne est de 13,1 °C, avec une amplitude thermique annuelle de 15,7 °C. Le cumul annuel moyen de précipitations est de 700 mm, avec 9,2 jours de précipitations en janvier et 5,3 jours en juillet. Pour la période 1991-2020, la température moyenne annuelle observée sur la station météorologique la plus proche, située sur la commune de Blagnac à 12 km à vol d'oiseau, est de 14,2 °C et le cumul annuel moyen de précipitations est de 627,0 mm,. Pour l'avenir, les paramètres climatiques de la commune estimés pour 2050 selon différents scénarios d’émission de gaz à effet de serre sont consultables sur un site dédié publié par Météo-France en novembre 2022.

### Milieux naturels et biodiversité

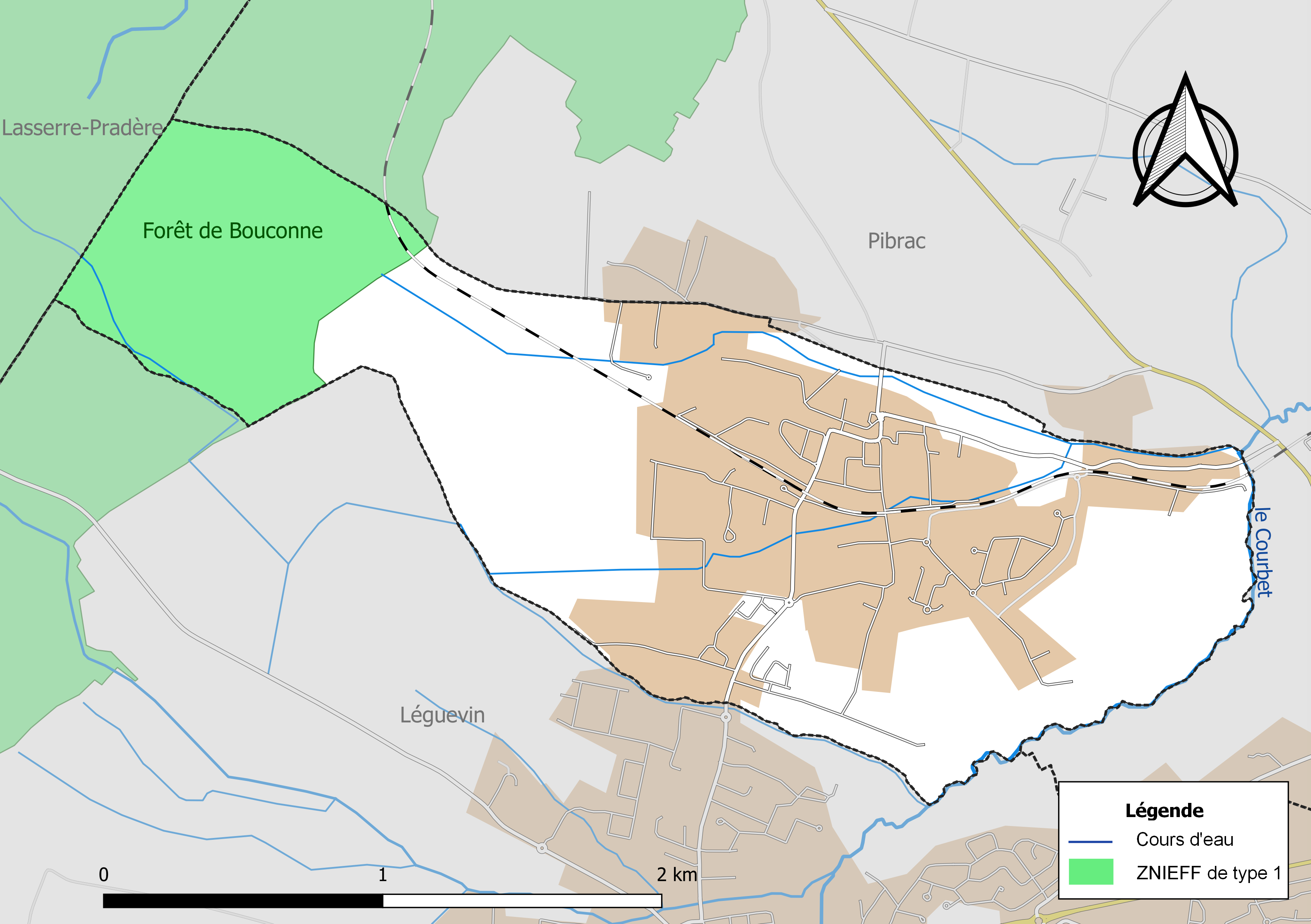
Carte de la ZNIEFF de type 1 localisée sur la commune.

L’inventaire des zones naturelles d'intérêt écologique, faunistique et floristique (ZNIEFF) a pour objectif de réaliser une couverture des zones les plus intéressantes sur le plan écologique, essentiellement dans la perspective d’améliorer la connaissance du patrimoine naturel national et de fournir aux différents décideurs un outil d’aide à la prise en compte de l’environnement dans l’aménagement du territoire.
Une ZNIEFF de type 1 est recensée sur la commune :
- la « forêt de Bouconne » (2 868 ha), couvrant 10 communes dont neuf dans la Haute-Garonne et une dans le Gers[15].

Et une ZNIEFF de type 2, : 
- les « terrasses de Bouconne et du Courbet » (2 088 ha), couvrant 5 communes du département[16].

## Urbanisme

### Typologie
Au 1er janvier 2024, Brax est catégorisée centre urbain intermédiaire, selon la nouvelle grille communale de densité à sept niveaux définie par l'Insee en 2022.
Elle appartient à l'unité urbaine de Toulouse, une agglomération inter-départementale regroupant 81  communes, dont elle est une commune de la banlieue,,. Par ailleurs la commune fait partie de l'aire d'attraction de Toulouse, dont elle est une commune de la couronne,. Cette aire, qui regroupe 527 communes, est catégorisée dans les aires de 700 000 habitants ou plus (hors Paris),.

### Occupation des sols

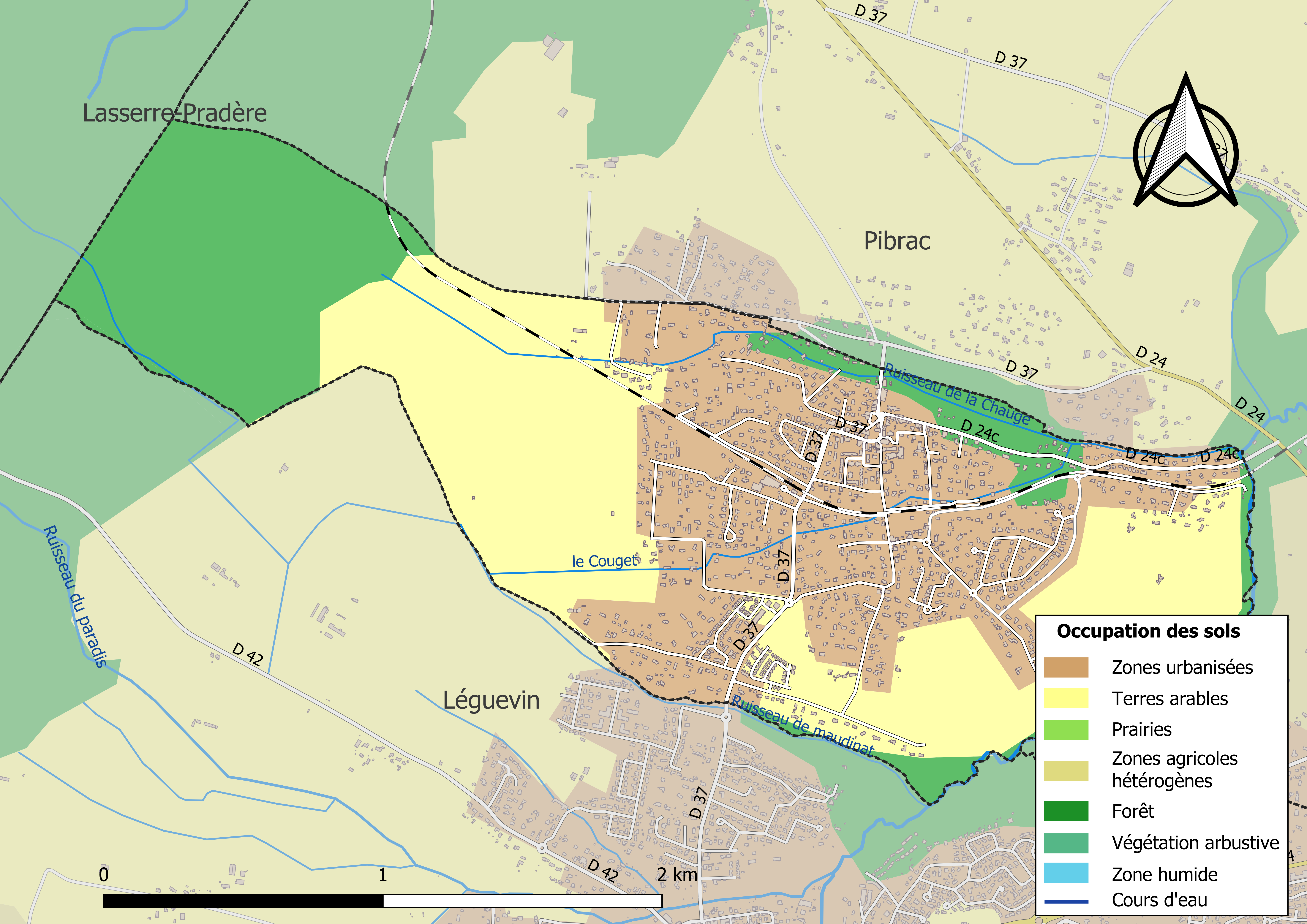
Carte des infrastructures et de l'occupation des sols de la commune en 2018 (CLC).

L'occupation des sols de la commune, telle qu'elle ressort de la base de données européenne d’occupation biophysique des sols Corine Land Cover (CLC), est marquée par l'importance des territoires agricoles (38,3 % en 2018), en diminution par rapport à 1990 (49,8 %). La répartition détaillée en 2018 est la suivante : 
terres arables (38,3 %), zones urbanisées (37,3 %), forêts (24,4 %). L'évolution de l’occupation des sols de la commune et de ses infrastructures peut être observée sur les différentes représentations cartographiques du territoire : la carte de Cassini (XVIIIe siècle), la carte d'état-major (1820-1866) et les cartes ou photos aériennes de l'IGN pour la période actuelle (1950 à aujourd'hui).

### Voies de communication et transports
Accès par la route nationale 124.
Brax est desservie par la gare de Brax - Léguevin, d'où partent des TER Occitanie effectuant des liaisons entre Toulouse-Matabiau, L'Isle-Jourdain et Auch.
La ligne 32 du réseau Tisséo permet de relier le château de la commune et le centre-ville à la gare de Colomiers, située sur la ligne C des trains urbains de Toulouse.

### Risques majeurs
Le territoire de la commune de Brax est vulnérable à différents aléas naturels : météorologiques (tempête, orage, neige, grand froid, canicule ou sécheresse), inondations et séisme (sismicité très faible). Un site publié par le BRGM permet d'évaluer simplement et rapidement les risques d'un bien localisé soit par son adresse soit par le numéro de sa parcelle.
Certaines parties du territoire communal sont susceptibles d’être affectées par le risque d’inondation par débordement de cours d'eau, notamment le Courbet. La commune a été reconnue en état de catastrophe naturelle au titre des dommages causés par les inondations et coulées de boue survenues en 1982, 1989, 1993, 1999 et 2009,.

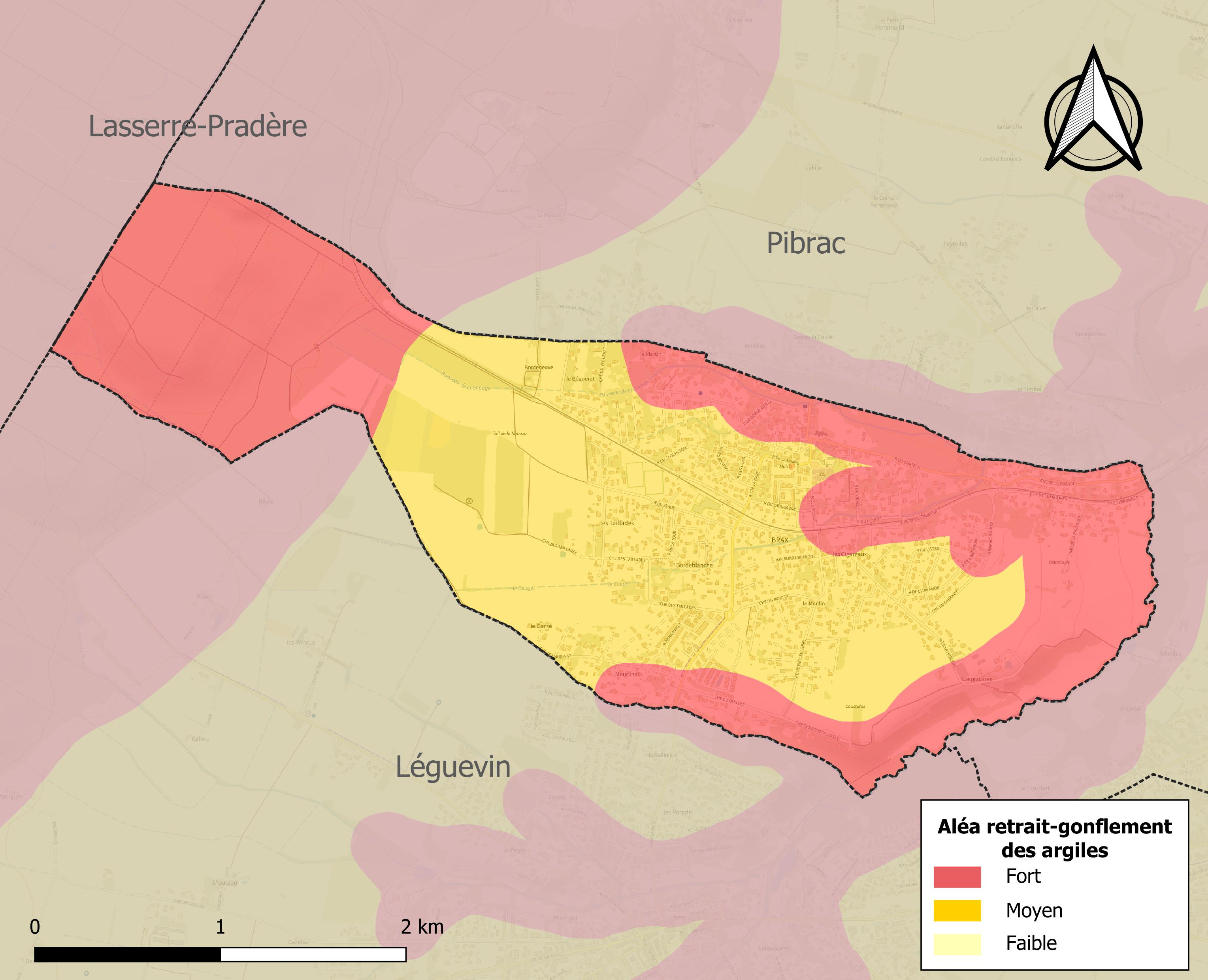
Carte des zones d'aléa retrait-gonflement des sols argileux de Brax.

Le retrait-gonflement des sols argileux est susceptible d'engendrer des dommages importants aux bâtiments en cas d’alternance de périodes de sécheresse et de pluie. La totalité de la commune est en aléa moyen ou fort (88,8 % au niveau départemental et 48,5 % au niveau national). Sur les 1 003 bâtiments dénombrés sur la commune en 2019, 1 003 sont en aléa moyen ou fort, soit 100 %, à comparer aux 98 % au niveau départemental et 54 % au niveau national. Une cartographie de l'exposition du territoire national au retrait gonflement des sols argileux est disponible sur le site du BRGM,.
Par ailleurs, afin de mieux appréhender le risque d’affaissement de terrain, l'inventaire national des cavités souterraines permet de localiser celles situées sur la commune.
Concernant les mouvements de terrains, la commune a été reconnue en état de catastrophe naturelle au titre des dommages causés par la sécheresse en 1989, 1992, 2003, 2012 et 2020 et par des mouvements de terrain en 1999.

## Toponymie
Brax vient de braco (terre boueuse) en gaulois.
Une commune de Lot-et-Garonne porte le même nom.

## Histoire
Brax fut autrefois un lieu fortifié dépendant du comté de L'Isle-Jourdain et eut pour seigneurs la noble famille des Montfort jusqu'au XVIIe siècle. Notamment Jean de Montfort, capitoul de Toulouse en 1468, en 1483 et en 1484, Géraud de Montfort, juge royal et bailli d'Auterive, et Pierre de Montfort, conseiller au parlement de Toulouse en 1582. Les armes des Montfort se trouvent sous le porche de l'église moderne de Brax, très mutilées parce qu'elles proviennent de l'ancienne église qu'on a démoli au XIXe siècle. Elles se trouvent également sur l'une des clefs de voûte de l'église de Boulogne-sur-Gesse.
Les revenus de Brax servaient de caution à Toulouse au sujet des servitudes que Toulouse possédait en forêt de Bouconne et que Brax y possède toujours.
Les archives de la commune remontent jusqu'à un acte du Parlement de Toulouse du 18 juin 1581. Il mentionne l'achat du village de Brax par Françoise de Seysses, dame de Brax, à une autre dame, Marie Ducos, seigneuresse de Brax. Françoise de Seysses épousa Jean de Polastron et on peut estimer que c'est aussi l'époque de la construction, sur le ruisseau de la Chauge, de l'élégant château de Brax avec ses hauts pignons et ses fenêtres mansardées. La tour, le donjon et la chapelle ont disparu vers la Révolution. En 1628, le château appartenait à la famille de Pins qui devait, à nouveau, en hériter à la fin du XIXe siècle et le conserver jusqu'en 1939 : Le comte de Pins-Montbrun a été maire de Brax avant, pendant et après la Grande Guerre de 1914-1918.

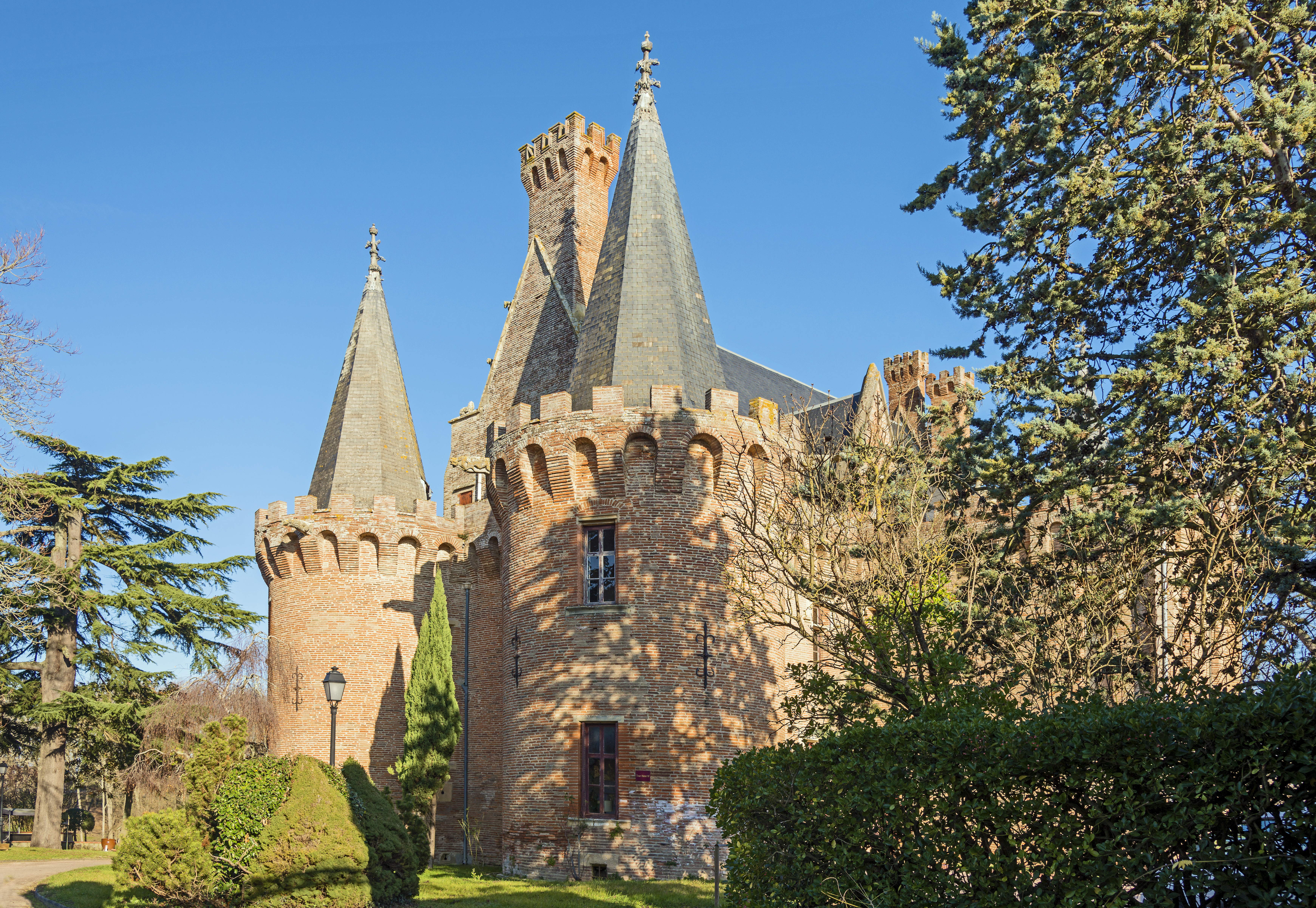
Le château de Brax : la tour Henry IV.

Entre ces périodes, le château a appartenu aux familles de Polastron, Lahillère et de Hérisson. Le dernier des Hérisson possède d'ailleurs une très belle pierre tombale dans l'église actuelle (bas-côté de droite). A la fin du XVIIe siècle, à la suite d'un séisme,  une statue du Christ fut érigée, face tournée vers l'Occident : C'est un monolithe de 3 m de haut. Sa base d'abord carrée se transforme en une colonne octogonale au bas de laquelle on lit la phrase suivante : « Le 21 de juin 1660 la Terre Trembla. »
La première église a probablement été consacrée vers 1511 par l'évêque de Pamiers (on le sait par un texte de l'évêque offrant une cloche à l'église). L'église actuelle a été inaugurée en 1865 par M. de Saint-Félix, curé depuis 1848, qui consacra sa vie et sa fortune à cette édification et à celle du prieuré, pour lequel il légua 800 F de rente or perpétuelle pour son entretien et le maintien de l'enseignement gratuit dans le village. Son tombeau se trouve dans l'église, derrière le maître autel. Après 1901, on perd la trace de cette donation…
Le château a été acheté en 1967 par l'Association des enfants invalides (aujourd'hui l'association ASEI — Agir, Soigner, Éduquer, Insérer) qui l'a aménagé en Centre de rééducation de l'ouïe et de la parole. On y accueille aujourd'hui environ 90 sourds-muets et malentendants.
En 2020, l'association ASEI décide de vendre une grande partie du domaine afin de regrouper ses activités dans un nouveau bâtiment dans le parc. Afin d'éviter une vente du château à des investisseurs privés, la mairie engage des discussions pour s'en porter acquéreur. Le 19 mai 2021, le conseil municipal autorise le maire de Brax à engager la procédure d'acquisition.

### Les origines
La fondation du village remonte très vraisemblablement aux environs du XIIe siècle, dans un environnement boisé et marécageux.
Le lieu était situé à proximité de la voie romaine antique qui allait de Toulouse à Auch.
Brax est un vieux village blotti au pied du château comtal du XIVe siècle et de l'église du XIXe siècle dont la brique chatoie sous le soleil.

## Politique et administration

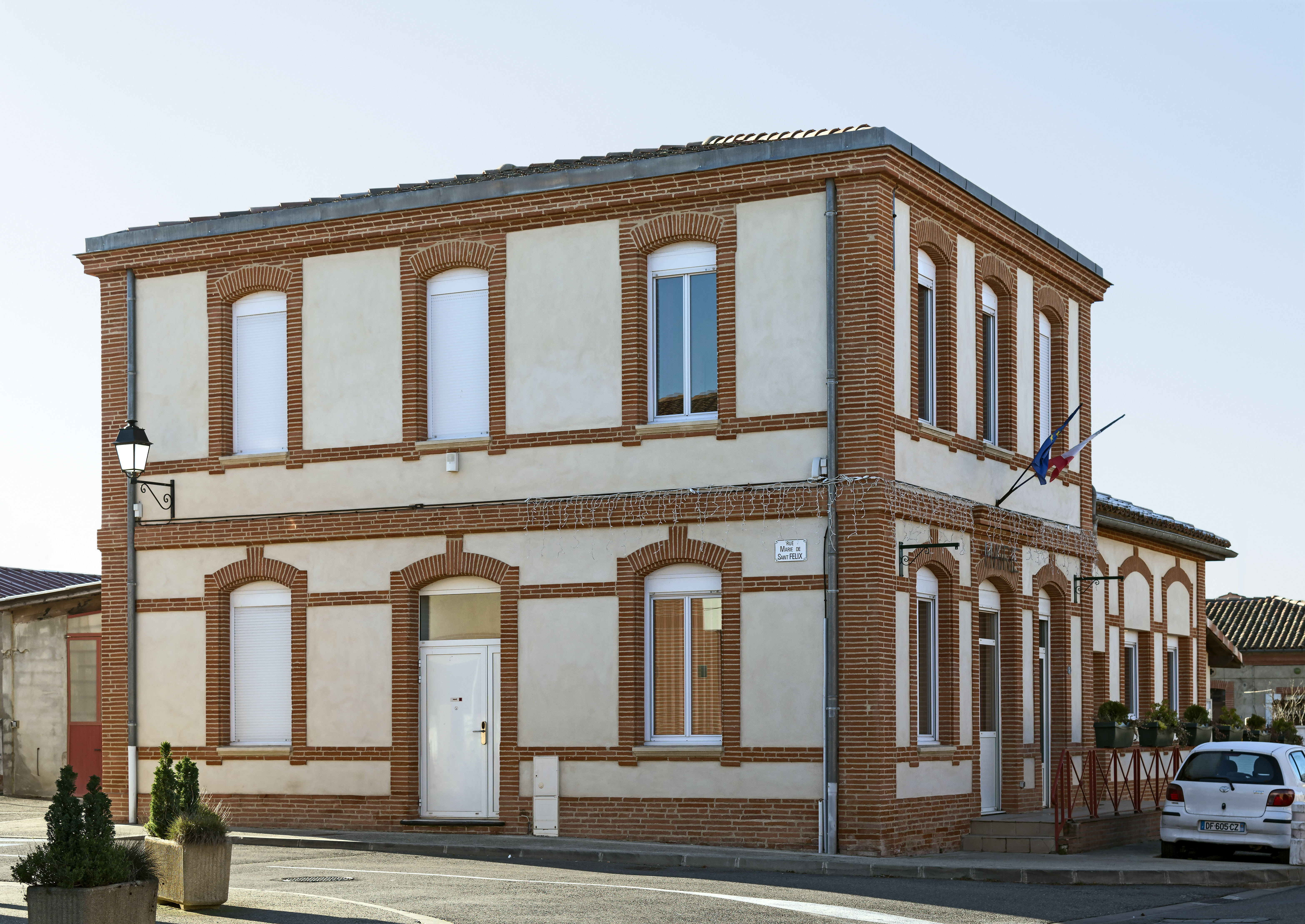
La mairie.

### Administration municipale
Le nombre d'habitants au recensement de 2017 étant compris entre 2 500 habitants et 3 499 habitants, le nombre de membres du conseil municipal pour l'élection de 2020 est de vingt-trois,.

### Rattachements administratifs et électoraux
La commune fait partie de la sixième circonscription de la Haute-Garonne, de Toulouse Métropole et du canton de Toulouse-7 (avant le redécoupage départemental de 2014, Brax faisait partie de l'ex-canton de Léguevin).

### Tendances politiques et résultats
Les résultats dans la ville de Brax tendent à montrer un certain enclin pour la Gauche, que ce soit pour les Régionales, Présidentielles et Européennes.

### Politique de développement durable
La commune a engagé une politique de développement durable en lançant une démarche d'Agenda 21.

## Population et société

### Démographie
L'évolution du nombre d'habitants est connue à travers les recensements de la population effectués dans la commune depuis 1793. Pour les communes de moins de 10 000 habitants, une enquête de recensement portant sur toute la population est réalisée tous les cinq ans, les populations de référence des années intermédiaires étant quant à elles estimées par interpolation ou extrapolation. Pour la commune, le premier recensement exhaustif entrant dans le cadre du nouveau dispositif a été réalisé en 2005.

En 2022, la commune comptait 2 938 habitants, en évolution de +5,46 % par rapport à 2016 (Haute-Garonne : +8,02 %, France hors Mayotte : +2,11 %).
| 1793 | 1800 | 1806 | 1821 | 1831 | 1836 | 1841 | 1846 | 1851 |
| ---- | ---- | ---- | ---- | ---- | ---- | ---- | ---- | ---- |
| 263  | 230  | 282  | 373  | 346  | 325  | 281  | 316  | 322  |

| 1856 | 1861 | 1866 | 1872 | 1876 | 1881 | 1886 | 1891 | 1896 |
| ---- | ---- | ---- | ---- | ---- | ---- | ---- | ---- | ---- |
| 290  | 307  | 303  | 290  | 313  | 300  | 299  | 301  | 271  |

| 1901 | 1906 | 1911 | 1921 | 1926 | 1931 | 1936 | 1946 | 1954 |
| ---- | ---- | ---- | ---- | ---- | ---- | ---- | ---- | ---- |
| 262  | 259  | 249  | 222  | 218  | 188  | 188  | 197  | 234  |

| 1962 | 1968 | 1975 | 1982  | 1990  | 1999  | 2005  | 2006  | 2010  |
| ---- | ---- | ---- | ----- | ----- | ----- | ----- | ----- | ----- |
| 307  | 458  | 902  | 1 202 | 1 358 | 2 017 | 2 367 | 2 373 | 2 531 |

| 2015  | 2020  | 2022  | - | - | - | - | - | - |
| ----- | ----- | ----- | - | - | - | - | - | - |
| 2 651 | 2 887 | 2 938 | - | - | - | - | - | - |

| selon la population municipale des années : | 1968 | 1975 | 1982 | 1990 | 1999 | 2006 | 2009 | 2013 |
| Rang de la commune dans le département      | 157  | 114  | 98   | 96   | 78   | 82   | 84   | 80   |
| Nombre de communes du département           | 592  | 582  | 586  | 588  | 588  | 588  | 589  | 589  |

De 199 habitants à la fin de la Grande Guerre, le bourg regroupe environ 1 000 habitants en 1974. Au dernier recensement de mars 1999, Brax comptait 2 086 habitants.

### Enseignement
Brax fait partie de l'académie de Toulouse.
La commune possède une école maternelle et une école élémentaire.

### Culture
Bibliothèque municipale, foyer rural.

### Activités sportives
Brax accueille différents clubs — basket-ball, football, tennis, pétanque, judo — et organise la Foulée braxéenne…

### Écologie et recyclage
La collecte et le traitement des déchets des ménages et des déchets assimilés ainsi que la protection et la mise en valeur de l'environnement se font dans le cadre de la communauté urbaine de Toulouse Métropole et de l'agence de l'environnement et de la maîtrise de l'énergie.

## Économie

### Revenus
En 2018  (données Insee publiées en septembre 2021), la commune compte 1 109 ménages fiscaux, regroupant 2 996 personnes. La médiane du revenu disponible par unité de consommation est de 29 350 € (23 140 € dans le département). 69 % des ménages fiscaux sont imposés (55,3 % dans le département).

### Emploi
|                | 2008  | 2013  | 2018  |
| -------------- | ----- | ----- | ----- |
| Commune        | 4,8 % | 7,9 % | 5,4 % |
| Département    | 7,7 % | 9,6 % | 9,3 % |
| France entière | 8,3 % | 10 %  | 10 %  |

En 2018, la population âgée de 15 à 64 ans s'élève à 1 833 personnes, parmi lesquelles on compte 75,6 % d'actifs (70,2 % ayant un emploi et 5,4 % de chômeurs) et 24,4 % d'inactifs,. Depuis 2008, le taux de chômage communal (au sens du recensement) des 15-64 ans est inférieur à celui de la France et du département.
La commune fait partie de la couronne de l'aire d'attraction de Toulouse, du fait qu'au moins 15 % des actifs travaillent dans le pôle,. Elle compte 281 emplois en 2018, contre 343 en 2013 et 253 en 2008. Le nombre d'actifs ayant un emploi résidant dans la commune est de 1 294, soit un indicateur de concentration d'emploi de 21,7 % et un taux d'activité parmi les 15 ans ou plus de 61,8 %.
Sur ces 1 294 actifs de 15 ans ou plus ayant un emploi, 108 travaillent dans la commune, soit 8 % des habitants. Pour se rendre au travail, 81,6 % des habitants utilisent un véhicule personnel ou de fonction à quatre roues, 8,3 % les transports en commun, 7,3 % s'y rendent en deux-roues, à vélo ou à pied et 2,8 % n'ont pas besoin de transport (travail au domicile).

### Activités hors agriculture

#### Secteurs d'activités
155 établissements sont implantés  à Brax au 31 décembre 2019. Le tableau ci-dessous en détaille le nombre par secteur d'activité et compare les ratios avec ceux du département,.
| Secteur d'activité                                                                                        | Commune | Commune | Département |
| Secteur d'activité                                                                                        | Nombre  | %       | %           |
| --- | ------- | ------- | ----------- |
| Ensemble                                                                                                  | 155     | 100 %   | (100 %)     |
| Industrie manufacturière, industries extractives et autres                                                | 11      | 7,1 %   | (5,7 %)     |
| Construction                                                                                              | 20      | 12,9 %  | (12 %)      |
| Commerce de gros et de détail, transports, hébergement et restauration                                    | 28      | 18,1 %  | (25,9 %)    |
| Information et communication                                                                              | 4       | 2,6 %   | (4,1 %)     |
| Activités financières et d'assurance                                                                      | 2       | 1,3 %   | (3,8 %)     |
| Activités immobilières                                                                                    | 6       | 3,9 %   | (4,2 %)     |
| Activités spécialisées, scientifiques et techniques et activités de services administratifs et de soutien | 28      | 18,1 %  | (19,8 %)    |
| Administration publique, enseignement, santé humaine et action sociale                                    | 42      | 27,1 %  | (16,6 %)    |
| Autres activités de services                                                                              | 14      | 9 %     | (7,9 %)     |

Le secteur de l'administration publique, l'enseignement, la santé humaine et l'action sociale est prépondérant sur la commune puisqu'il représente 27,1 % du nombre total d'établissements de la commune (42 sur les 155 entreprises implantées  à Brax), contre 16,6 % au niveau départemental.

#### Entreprises et commerces
Les cinq entreprises ayant leur siège social sur le territoire communal qui génèrent le plus de chiffre d'affaires en 2020 sont : 
- France Energetique, travaux d'installation d'équipements thermiques et de climatisation (641 k€) ;
- Okkio, commerces de détail d'optique (352 k€) ;
- JSC Finance, activités des sociétés holding (302 k€) ;
- Cap Soleil, construction d'autres ouvrages de génie civil n.c.a. (278 k€) ;
- SARL Pastel Pan, services administratifs combinés de bureau (57 k€).

### Agriculture
|               | 1988 | 2000 | 2010 | 2020 |
| ------------- | ---- | ---- | ---- | ---- |
| Exploitations | 4    | 4    | 3    | 1    |
| SAU (ha)      | 25   | 73   | 143  | 21   |

La commune est dans les «Coteaux du Gers», une petite région agricole occupant une partie nord-ouest du département de la Haute-Garonne, caractérisée par une succession de coteaux peu accidentés, les surfaces cultivées étant entièrement dévolues aux grandes cultures. En 2020, l'orientation technico-économique de l'agriculture  sur la commune est l'exploitation de grandes cultures (hors céréales et oléoprotéagineuses). Une seule  exploitation agricole ayant son siège dans la commune est recensée lors du recensement agricole de 2020 (quatre en 1988). La superficie agricole utilisée est de 21 ha,,.

## Culture locale et patrimoine

### Lieux et monuments
- Château de Brax, château comtal du XVIe siècle classé monument historique en 1946[43]
- Église Saint-Orens du XVIIIe siècle
- Monument aux Morts
- Stèle Morhange en honneur du réseau Morhange

L'église Saint-Orens
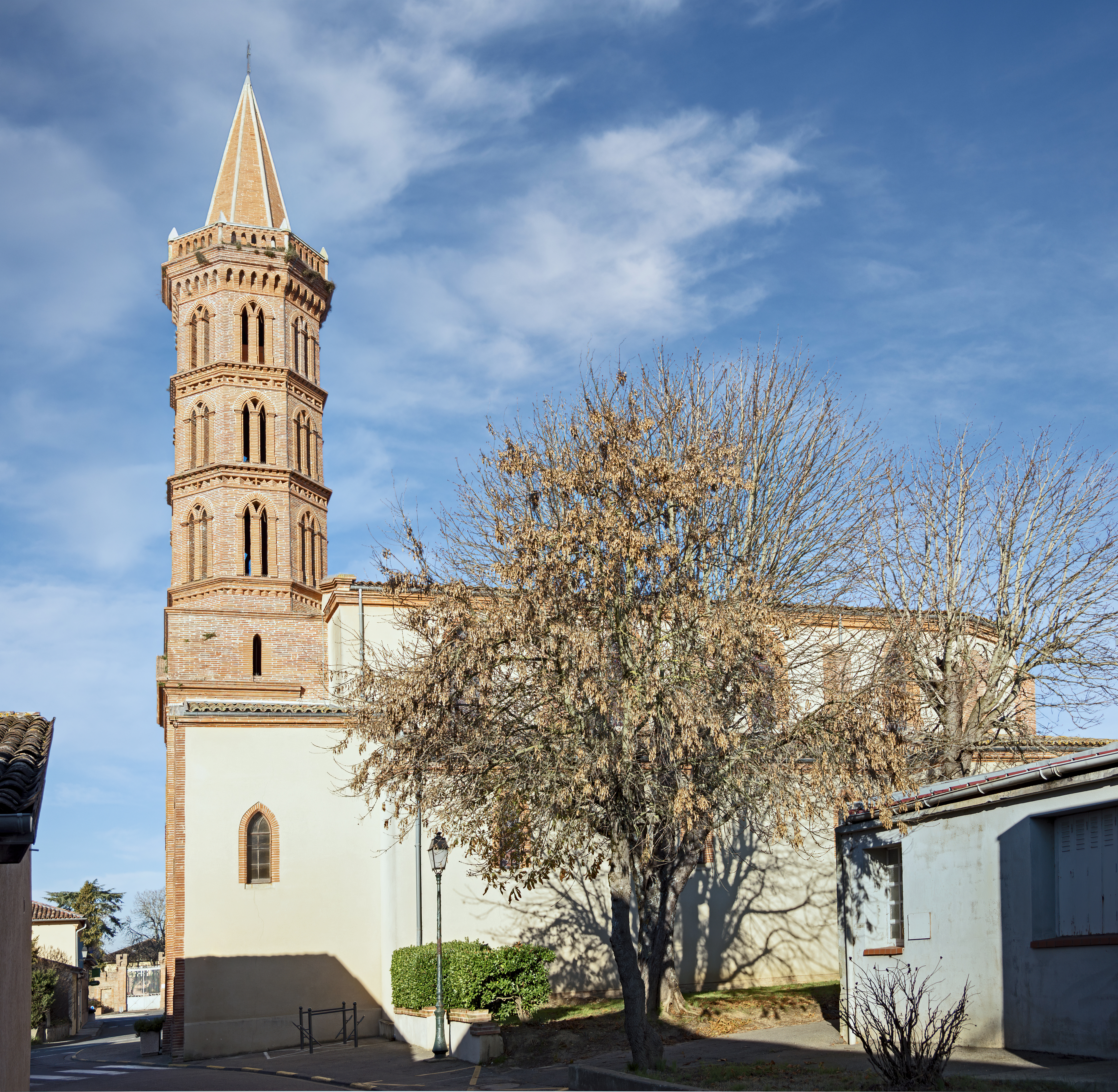
L'église.
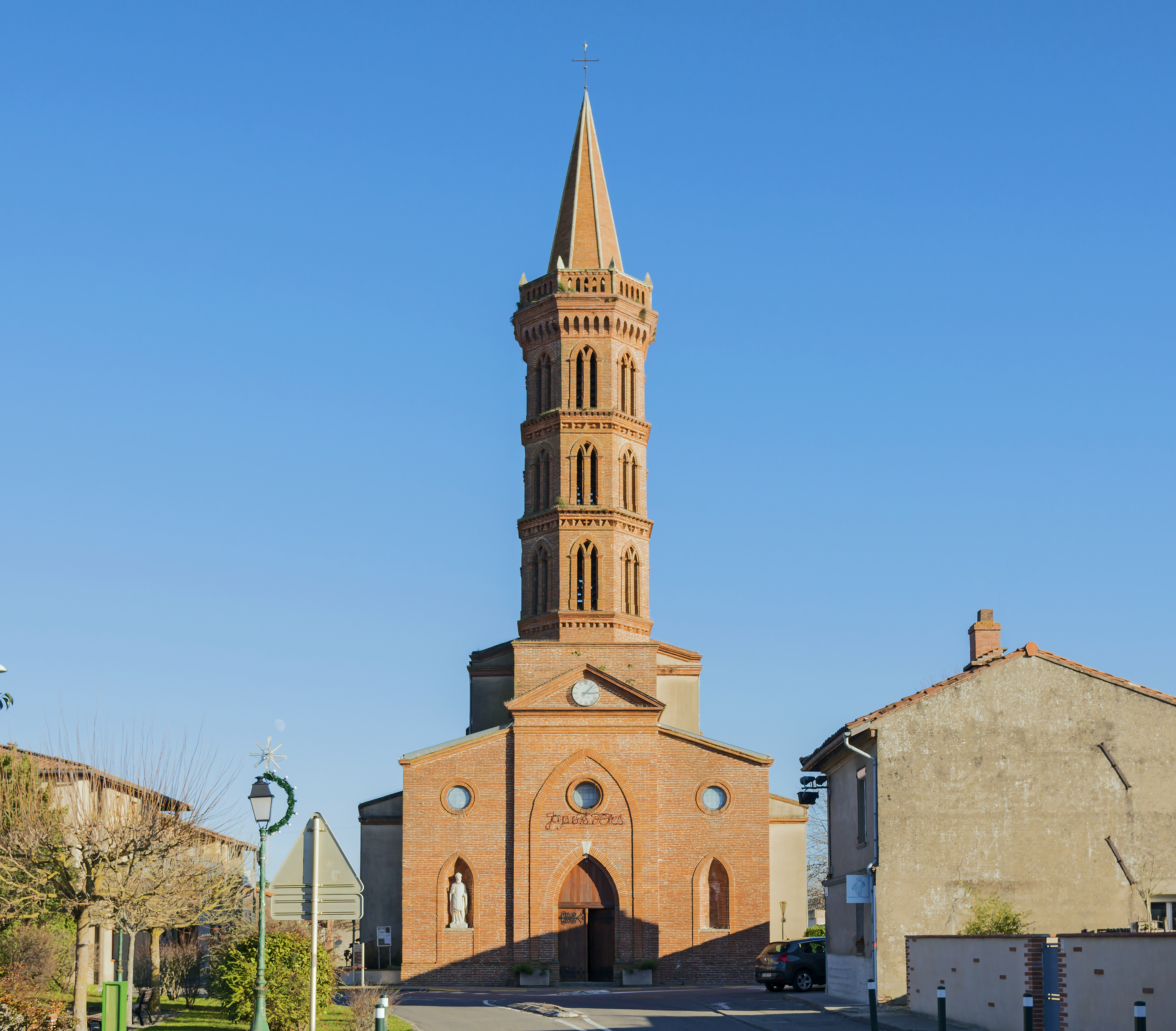
La façade.
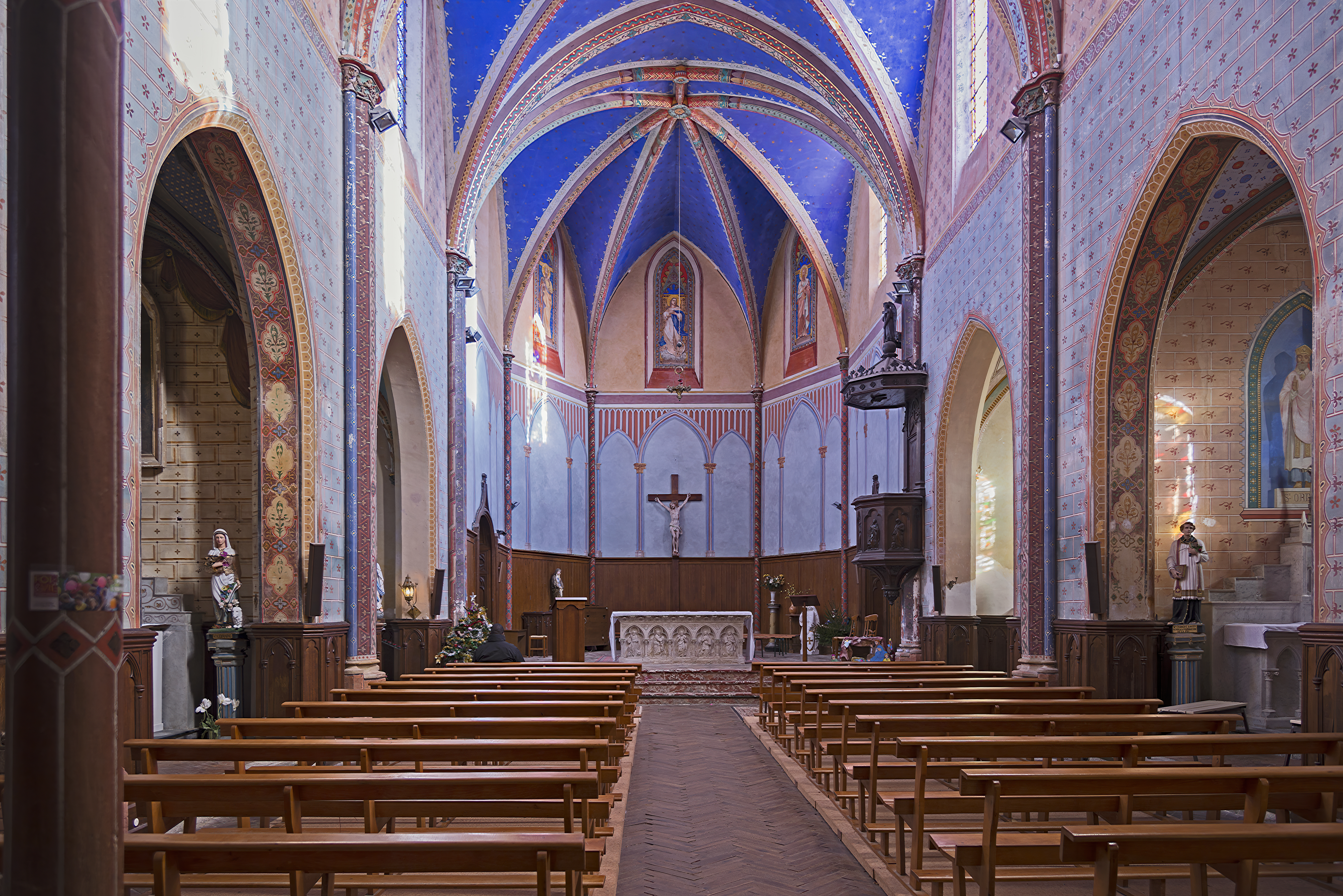
L'intérieur.
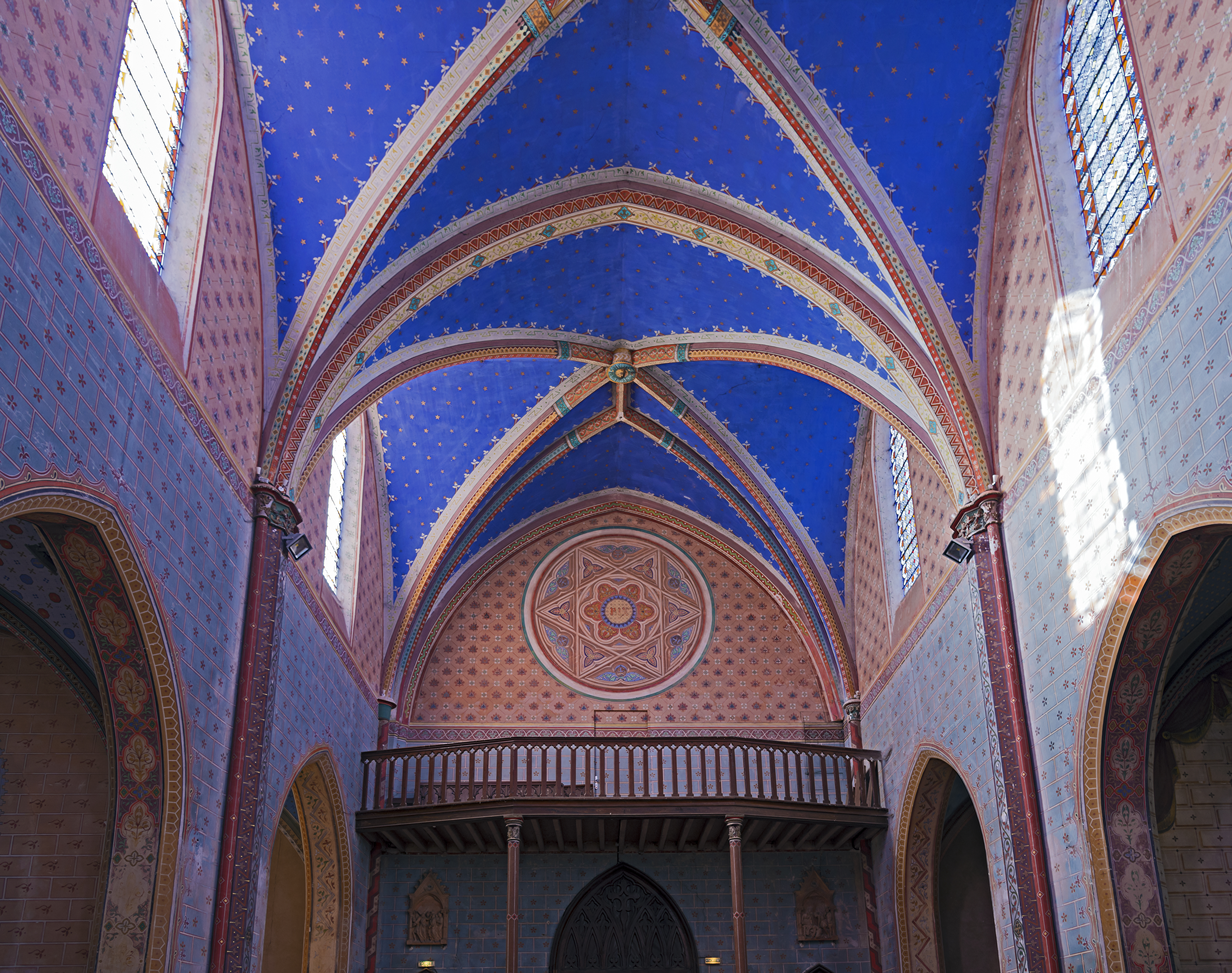
Le plafond.

### Personnalités liées à la commune
- Les habitants de Brax ont grandement aidé Marcel Taillandier, le cerveau du groupe de résistance du réseau Morhange durant les sombres années de la Seconde Guerre mondiale. Le siège du réseau Morhange était le château de Brax.
- Le DJ Alan Braxe a séjourné à Brax pendant quelques années.
- Le footballeur Cédric Carrasso a habité à Brax lorsqu'il défendait les couleurs du Toulouse Football Club (2008-2009).
- Bruno Zboralski
- Guillaume Degrave, ingénieur génie civil chez Vinci Construction, chef de projet de la plus haute tour du Pacifique en Nouvelle-Calédonie en 2017.[réf. nécessaire]

### Héraldique
| Blason de Brax | Blason  | D’azur au château du lieu d’or essoré de gueules et soutenu de deux épis de blé d’or posés en chevron renversé. |
| Blason de Brax | Détails | Le statut officiel du blason reste à déterminer.                                                                |

## Pour approfondir